# Saudareos
Genre
Saudareos est un genre d'oiseaux de la famille des Psittaculidae.

## Répartition
Les espèces du genre Saudareos se rencontrent aux Philippines et en Indonésie (Célèbes, Timor, Wetar).

## Liste des espèces
Selon la classification de référence du Congrès ornithologique international (14.2, 2024) il comporte cinq espèces :
- Saudareos johnstoniae (Hartert, 1903) — Loriquet de Johnstone
- Saudareos iris (Temminck, 1835) — Loriquet iris
- Saudareos flavoviridis (Wallace, 1863) — Loriquet jaune et vert
- Saudareos meyeri (Walden, 1871) — Loriquet de Meyer
- Saudareos ornata (Linné, 1758) — Loriquet orné - espèce type

## Systématique
Le nom valide complet (avec auteur) de ce taxon est Saudareos Joseph (d), Merwin (d) & Smith (d), 2020,. Son espèce type est Saudareos ornata.

### Étymologie
Le nom générique, Saudareos, est la combinaison du bahasa Saudara, « sœur » et du genre Eos qui lui est proche (que les anglophones nomment « sister genus »). Ce genre est considéré comme féminin,.

### Publication originale
- (en) Leo Joseph, Jon Merwin et Brian Tilston Smith, « Improved systematics of lorikeets reflects their evolutionary history and frames conservation priorities », Emu, Melbourne, vol. 120, no 3,‎ 2 juillet 2020, p. 201-215 (ISSN 0158-4197 et 1448-5540, OCLC 1567848, DOI 10.1080/01584197.2020.1779596).